# Renaissance
Renaissance es una banda inglesa de rock progresivo originaria de los años 1970. Desarrollaron un sonido característico, combinando una voz principal femenina con una fusión de influencias de la música clásica, pero también del folk, rock y jazz. Los elementos característicos del sonido de Renaissance son: la voz de Annie Haslam, el destacado acompañamiento de piano, los arreglos orquestales, las armonías vocales, la guitarra acústica, el bajo, el sintetizador y el versátil trabajo de batería. 
La banda tuvo muchos seguidores en el noreste de los Estados Unidos en los setenta, donde actualmente sigue estando su base de fanes más grande. También en Japón el grupo tiene muchos seguidores, donde incluso el grupo editó el álbum en vivo In the Land of the Rising Sun: Live in Japan 2001.
La formación original incluía a dos exmiembros de The Yardbirds, Keith Relf y Jim McCarty, junto con John Hawken, Louis Cennamo y la hermana de Relf, Jane Relf. Ellos tenían la intención de poner "algo junto con una influencia más clásica". Así nació Renaissance y con esta formación se lanzó un homónimo álbum de estudio en 1969, y otro llamado Illusion en 1971. Posteriormente, siguió un período de alta rotación de músicos (entre los que incluso estuvo el destacado músico John Wetton) hasta llegar a la "formación clásica" la cual quedó conformada por John Tout en teclados y piano, Michael Dunford en guitarra acústica, Jon Camp en bajo, Annie Haslam en voz y Terry Sullivan en batería; ninguno de ellos fueron parte de la primera formación original del grupo. Bajo esta alineación, Renaissance editaría sus más aclamados trabajos, entre los que se encuentran Turn of the Cards o Scheherazade and Other Stories. 
Después de la "etapa clásica" del grupo los setenta, la banda pasaría por varios cambios de integrantes y largos períodos de inactividad, aunque desde el 2009 hasta la fecha han seguido en activo, haciendo giras mundiales y editando varios registros en vivo. 
Algo a destacar es que las letras de casi todos los álbumes del grupo no fueron escritas por nadie de la banda, sino por la poeta inglesa Betty Thatcher, quien participó desde el álbum Illusion (1971) hasta Camera Camera (1981). Thatcher fallecería de cáncer el 15 de agosto del 2011.
Aunque nunca han tenido la popularidad que tuvieron otras bandas progresivas de los setenta como Yes, King Crimson, Genesis o ELP; Renaissance es considerada como una de los mejores agrupaciones de esa generación, no solo por la calidad y belleza de sus álbumes sino porque de algún modo ejercieron una influencia profunda en sus contemporáneos, al ser pioneros en el concepto de la fusión de la música clásica al rock en su máxima expresión.

## Primera formación
En enero de 1969, los exmienbros de Yardbirds: Keith Relf y Jim McCarty se organizaron para crear un nuevo grupo dedicado a la experimentación entre rock,  folk, y clásica. Este quinteto formado por Relf en guitarra y voz, McCarty en la batería, además del bajista Cennamo, también contó con el pianista John Hawken, y Jane Relf (hermana de Keith) como vocalista adicional. Con esta formación se editarón un par de álbumes para el sello Elektra (Estados Unidos) y Isla (Reino Unido). El primero de ellos en 1969 titulado simplemente como Renaissance y siendo producido por el también exYardbird Paul Samwell-Smith. Poco más adelante lanzan el disco Ilusion en 1970, el cual contó por primera vez con la participación de la poeta inglesa Betty Thatcher escribiendo las letras de las canciones, colaboración que se mantendría en el grupo hasta los años ochenta.
Pero a partir de finales de la primavera de 1970, en su gira la banda comenzó a mermarse en sus actuaciones en vivo, por lo que la agrupación original se disolvió gradualmente. Relf y McCarty se retiran, y Cennamo se uné al grupo Coliseo.
Aparte de Jane Relf, la nueva banda estaba formada en su mayoría por exmiembros de la anterior banda de Hawken, The Nashville Teens, con el guitarrista Michael Dunford, el bajista Neil Korner y cantante Terry Crowe, además del baterista Terry Slade. Mientras que los dos restantes miembros originales abandonaron a finales de 1970, Jane Relf fue reemplazada por la cantante de folk estadounidense Anne-Marie "Binky" Cullum, entonces John Hawken dejó para unirse a Spooky Tooth, y el pianista John Tout lo reemplazó.

## Segunda formación: etapa clásica
En algún momento de 1971, Miles Copeland III decidió reorganizar la banda, centrándose en lo que él sentía eran los puntos fuertes de Renaissance, tales como la bella voz de Annie Haslam y el piano de John Tout. Will Romano en Mountains come out of the sky, ha dicho que: "A diferencia de muchos de los artistas a los que se compararon con Renaissance, esté permitió al piano y la voz femenina llegar a la vanguardia".
La llegada de Annie Haslam fue por unos anuncios colocados en la publicación británica Melody Maker donde se buscaba una cantante. Haslam, con un rango de cinco octavas, tenía formación clásica y fue entrenada por la cantante de ópera Sybil Knight. En su audición, conoció a los miembros fundadores del grupo Keith Relf y Jim McCarty y fue el día de Año Nuevo 1971 cuando quedó incorporada de manera oficial a la agrupación.A partir de aquí la voz de Annie Haslam se convertiría en todo un distintivo en la propuesta musical de Renaissance, así como en una de las mujeres más emblemáticas en la escena mundial del rock progresivo.
En 1972 el grupo lanza su tercer trabajo llamado Prologue, bajo la discográfica EMI-Sovereign Records en el Reino Unido y por Capitol-Sovereign en Estados Unidos. La música de Prologue era, a excepción de dos canciones de McCarty, totalmente compuesta por Dunford, con todas las letras escritas por Thatcher. Las estaciones de radio de rock (sobre todo en el noreste estadounidense y Cleveland), ayudaron a difundir la canción "Spare Some Love", por unos pocos meses después del lanzamiento del álbum, y así los fanáticos de Yes y Emerson, Lake & Palmer, en particular, descubrieron a la banda. Francis Monkman, del grupo Curved Air (otro grupo dirigido por Copeland), fue invitado en el sintetizador VCS3 en la pista final "Rajah Khan".
Con el disco Ashes are Burning del año 1973, queda conformada como tal la alineación clásica del grupo, esto es: Annie Haslam en vocales, John Tout en teclados, Jon Camp en bajo, Terence Sullivan en batería, así como Michael Dunford en guitarra, que si bien ya era parte oficial del grupo y el principal compositor, fue acreditado como músico invitado por cuestiones de impresion del álbum.
En 1974, el grupo lanza Turn of the Cards, bajo el sello de Miles Copeland BTM Records (British Talent Managers). Este trabajo incluye la canción "Things I Don't Understand", la última colaboración de Jim McCarty, uno de los miembros originales de la banda.
La banda edita en 1975 el aclamado Scheherazade and Other Stories, considerado por muchos como su mejor trabajo. Este es el primer álbum en que la formación clásica de Renaissance no utiliza piezas de música clásica ya existentes y el primero en no incluir ningún crédito en la composición de alguno de los miembros originales de la formación. Este trabajo incluye la que es hasta el momento la canción más larga en la historia del grupo: "Song of Scheherazade" con una duración de más de 24 minutos, que si bien no está basada en la composición Scheherazade del compositor ruso Nikolai Rimski-Kórsakov sí tiene un breve motivo recurrente que hace referencia a dicha obra.

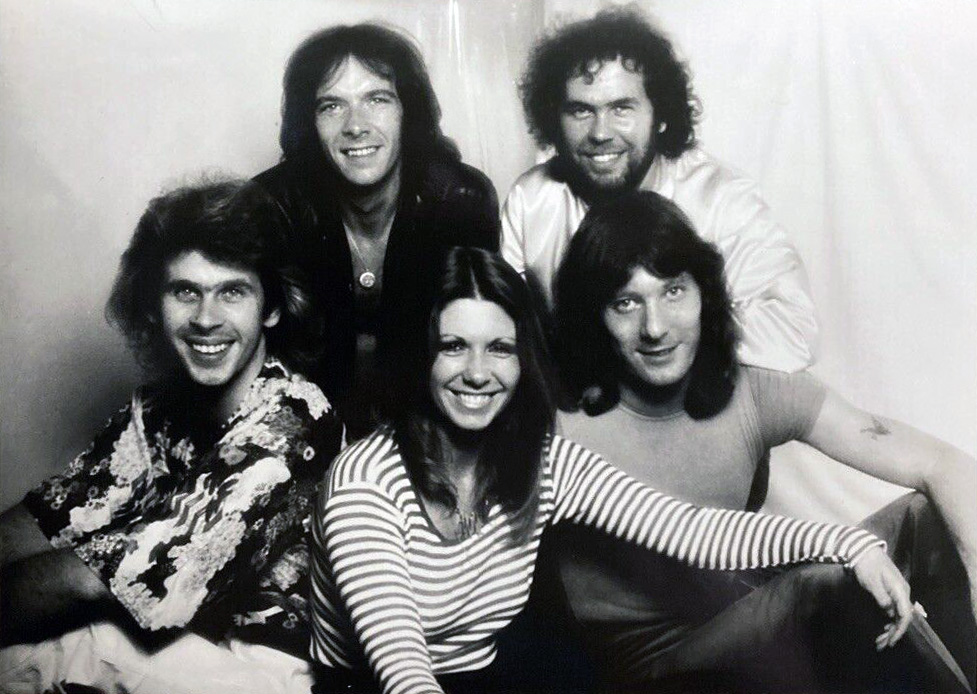
La formación clásica de Renaissance en 1979.

En 1976 el grupo publicá su primer trabajo en vivo titulado Live at Carnegie Hall, el cual fue grabado un año antes en el recinto del mismo nombre en la ciudad de Nueva York, donde la agrupación fue acompañada por la Orquesta Filarmónica de Nueva York y Tony Cox como director. Si bien la grabación fue poco antes de la publicación del disco Scheherazade and Other Stories, sí se interpretó de manera íntegra toda la suite "Song of Scheherazade".
En 1977, editan su séptimo trabajo en estudio llamado Novella, que continua con el característico estilo sinfónico de la banda aunque con un tono más oscuro. En este álbum la composición de las canciones se encuentra más repartida entre los miembros de Renaissance que en anteriores trabajos. 
Ese mismo año, algunos de los miembros originales de la agrupación formaron un nuevo grupo bajo el nombre del segundo disco de Renaissance: Illusion.  
En 1978, llegó el disco A Song for All Seasons, donde ya se empieza a notar más la inclusión de temas pop en detrimento de canciones progresivas de larga duración. Aun así es considerado un notable disco en la discografía del grupo.
Para 1979, se publicá el álbum Azure d'Or, el último LP que grabaría la formación clásica de Renaissance. Un trabajo sin ninguna canción de larga duración, con temas más de corte pop, además de no incluir el acompañamiento de alguna orquesta sinfónica como en sus anteriores trabajos. Este álbum marcaria el fin de toda la etapa clásica del grupo.

## Los años ochenta
Después del tour de Azure d'Or, John Tout pianista y tecladista del grupo por prácticamente una década, decide abandonar el grupo. Poco después, Terence Sullivan, baterista del grupo desde el disco Prologue también se marcha de la banda.
Los miembros restantes deciden continuar, editando en 1981 el disco Camera Camera. Un trabajo ya alejado del sonido progresivo sinfónico de los setenta y mucho más enfocado al new wave de aquella época. Este disco también sería la última colaboración de Betty Thatcher escribiendo las letras de todas las canciones de la banda. Las palabras de la pieza "Bonjour Swansong" fueron una forma de ella de darle "un ádios privado al grupo".
El grupo editaría el álbum Time-Line en 1983, con un sonido ya totalmente pop. El disco recibió muy malas críticas y es considerado como el peor de la banda.
En 1985, después de casi 13 años con la agrupación, el bajista Jon Camp decide salir de Renaissance.
Durante estos años pasarían de manera efímera por la banda varios músicos como Raphael Rudd en teclados, Greg Carter en batería, Mark Lambert en bajo o incluso un joven Gavin Harrison, actual baterista de las reconocidas agrupaciones de progresivo Porcupine Tree, King Crimson y The Pineapple Thief.
Annie Haslam y Michael Dunford todavía continuarían con el proyecto en un formato acústico, dando algunas presentaciones ocasionales, hasta que en 1987 el grupo se separa.

## Tercera formación
En los noventa, Michael Dunford retomó de cierta forma la música del grupo, aunque de manera solista bajo el título de "Michael Dunford's Renaissance", donde se hizo acompañar de la cantante de jazz Stephanie Adlington. Bajo el nombre de este proyecto, se editaron tres discos: The Other Woman, Ocean Gypsy así como Trip to the Fair, que era una recopilación de los dos discos anteriores.
Después de más de una década de inactividad del grupo como tal, la banda se volvió a juntar de manera oficial en 1998, con el regreso de varios miembros de la formación clásica de Renaissance. 
En esta nueva etapa, se editó en el 2001 el disco Tuscany. La formación para este trabajo fue conformada por Annie Haslam en vocales, Michael Dunford en guitarras acústicas, coros y arreglos; Terence Sullivan en batería, así como Mickey Simmonds en teclados. John Tout, quien también fuera parte de la formación clásica, solo participó como músico invitado en piano y teclados en un par de temas.
La banda salió de gira mundial que los llevaría hasta Japón, donde se grabó el disco doble In The Land Of The Rising Sun en el 2001. Para este directo, además de la alineación ya presente en el disco Tuscany, se incorporaron los músicos Rave Tesar en piano y teclados así como David Keyes en bajo.
En el 2002, el grupo nuevamente se separa y esta breve tercera formación termina.

## 2009 a la actualidad
En agosto de 2009, a través de la web oficial de Annie Haslam, se anunció el regreso de la banda conmemorando su 40 aniversario con una gira mundial. Solamente Michael Dunford regresaba de la formación clásica, así como algunos músicos de la formación del 2001.
Durante el 2010 se llevó a cabo una gira por el este de América del Norte y Japón, junto con el lanzamiento de un EP de tres canciones y un nuevo sitio web oficial. Además, Renaissance fue uno de los grupo que encabezó la edición 2012 del NEARfest celebrado los días 22, 23 y 24 de junio.
Michael Dunford desafortunadamente fallecería el 20 de noviembre del 2012 por una hemorragia cerebral. Aun así, el grupo continuaría adelante, siendo Dunford sustuitido por el músico Ryche Chlanda.

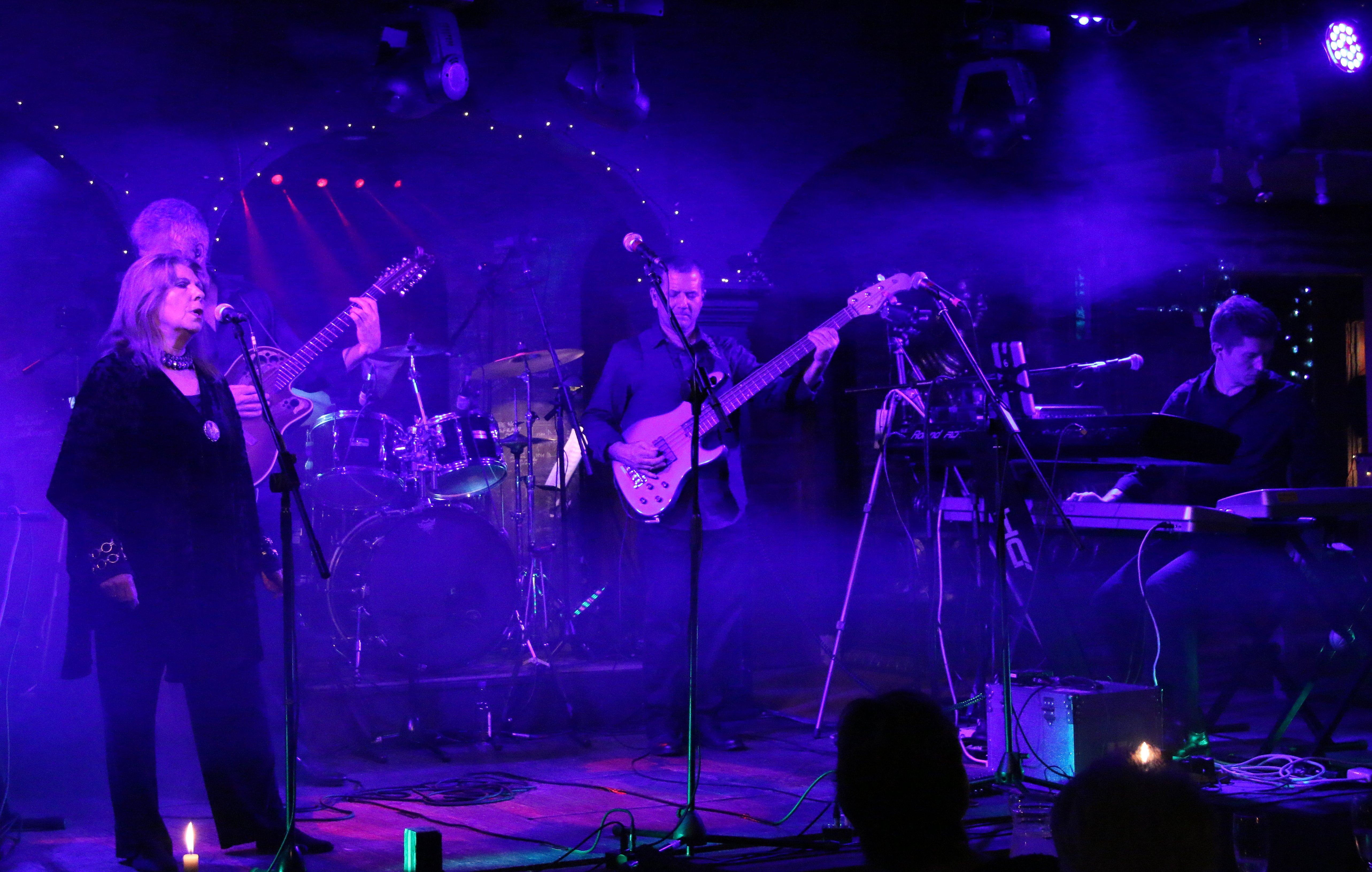
Renaissance en vivo en el 2016.

En 2013, Renaissance lanzó el álbum de estudio Grandine il Vento, siendo casi toda la música compuesta por Michael Dunford. El disco fue relanzado al año siguiente bajo el título de Symphony of Light, incluyendo tres canciones nuevas. Hasta el momento sigue siendo el último trabajo de estudio de la agrupación, aunque se han editando varios discos en vivo como A Symphonic Journey en el 2018, 50th Anniversary: Ashes Are Burning: An Anthology - Live in Concert en el 2021 así como The Legacy Tour 2022 en el 2023. 
Así mismo se ha seguido publicando material en directo de los años setenta, como los discos DeLane Lea Studios 1973 o Live at the BBC Sight & Sound. El grupo cuenta en su haber con más de 20 registros oficiales en vivo, abarcando todas las etapas del grupo.
John Tout, pianista y tecladista del grupo durante la etapa clásica, muere el 1 de mayo del 2015 por una insuficiencia pulmonar en el Royal Free Hospital de Londres, Inglaterra.
El 13 de diciembre de 2024 Jon Camp, bajista de la banda desde 1972 hasta 1985, fallece a la edad de 75 años.
A la fecha Renaissance siguen en activo, haciendo giras mundiales, y aunque es considerado un grupo británico, actualmente están establecidos en Estados Unidos.

## Miembros

### Formación actual
- Annie Haslam - vocales, percussión (1971–1987, 1998–2002, 2009–presente)
- Rave Tesar - teclados y piano (2001–2002, 2009-presente)
- Mark Lambert - guitarra y coros (2015-presente); bajo eléctrico (1985-1987)
- Frank Pagano - batería, percusiones, coros (2009–2017, 2018–presente)
- Leo Traversa - bajo, coros (2015–2018, 2022–presente)
- Geoffrey Langley - teclados, coros (2016–presente)

## Discografía

### Álbumes de estudio
- Renaissance (1969)
- Illusion (1971)
- Prologue (1972)
- Ashes Are Burning (1973)
- Turn of the Cards (1974)
- Scheherazade and Other Stories (1975)
- Novella (1977)
- A Song for All Seasons (1978)
- Azure d'Or (1979)
- Camera Camera (1981)
- Time-Line (1983)
- Tuscany (2001)
- Grandine il vento (Symphony of Light) (2013)

### Álbumes en directo
- Live at Carnegie Hall (1976)
- Live at the Royal Albert Hall with the Royal Philharmonic Orchestra Part 1 (1997)
- Live at the Royal Albert Hall with the Royal Philharmonic Orchestra Part 2 (1997)
- BBC Sessions (1999)
- Day of the Dreamer (2000)
- 'Unplugged' 'Live' at The Academy of Music, Philadelphia USA (2000)
- Can You Hear Me (2001)
- Mother Russia (2002)
- Live + Direct (2002)
- In the Land of the Rising Sun: Live in Japan 2001 (2002)
- British Tour '76 (2006)
- Dreams & Omens (2008)
- Turn Of The Cards & Scheherazade And Other Stories - Live In Concert (2011)
- Past Orbits of Dust (2012)
- DeLane Lea Studios 1973 (2015)
- Academy of Music 1974 (2015)
- Live at The Union Chapel (2016)
- Live at the BBC Sight & Sound (2016)
- A Symphonic Journey (2018)
- 50th Anniversary: Ashes Are Burning: An Anthology - Live in Concert (2021)
- Live At The Capital Theater - June 18, 1978 (2023)
- The Legacy Tour 2022 (2023)
- Can You Hear Me? - Broadcasts 1974-1978 (2024)

### Recopilaciones
- In the Beginning (1978)
- Rock Galaxy (1980)
- Tales Of 1001 Nights, Volume 1 (1990)
- Tales Of 1001 Nights, Volume 2 (1990)
- Da Capo (1995)
- Songs from Renaissance Days (1997)
- Innocence (1998)
- Songs For All Seasons (2002)
- Heritage (2003)
- Midas Man (2003)

### Videografía
- Song of Scheherazade (2008)
- Kings And Queens (2010)
- Live at The Union Chapel (2016)
- Live at the BBC Sight & Sound (2016)
- A Symphonic Journey (2018)

### Michael Dunford's Renaissance
Estos álbumes fueron esencialmente colaboraciones entre Dunford y la cantante Stephanie Adlington.
- The Other Woman, 1994 (publicado originalmente como "Renaissance")
- Ocean Gypsy, 1997 (en su mayoría nuevas versiones de canciones anteriores de Renaissance)
- Trip to the Fair, 1998 (compilación de pistas de los dos lanzamientos anteriores)